# 寸止
寸止（日语：寸止め），字面意思是达到对方前一寸的距离停手，不发生肢体接触。是指在空手道等格斗比赛中，不直接打击对手，而是在接触前停止或者只轻微接触对手以减轻伤害的技术。全接触空手道中没有这个规则。

## 概述
一些竞技，如传统空手道，采用“寸止规则”。攻击必须使用寸止技术，如果实际上攻击了对手或者无法控制，就会被视为犯规。由于寸止规则经常会因为攻击是否命中而引起争议，而且与防具空手道的规则不同，非专业人员很难分辨。尽管规则上要求寸止，但实际上接触攻击对手的情况也很常见，但这也是非专业人员难以分辨的。
因此，裁判员需要具备高超的能力才能分辨是否犯规。

## 防具和寸止
在传统空手道中，即使穿着防具（“Menho”），也适用寸止规则，与防具空手道的直接打击防具明确区分，防具被用作“安全装备”，以减轻万一被击中时的伤害。寸止规则的防具主要用于头部、躯干和拳头，还有保护拳头的防具（拳击手套）有红色和蓝色两种，以便裁判员进行判断。
在寸止规则下，防具是为了考虑到安全性。因此，穿着防具并不意味着“可以打击”。如果在防具上受到攻击，由于防具的材料简单，强度较弱，可能会受伤。此外，如防具空手道中使用的“后踢”和“螺旋手刀”等技术利用了离心力，因此很难在寸止规则下停止，而且由于其威力很大，有时会导致对手受伤并被判“犯规输”，因此不被使用。在这方面，传统空手道的防具仍处于发展阶段，需要更进一步的改进以明确裁判制度的判断和安全性。

## 寸止在职业摔跤中
在职业摔跤中，寸止（semi-contact）也被应用，因为如果给对手造成过多的伤害，比赛的进行会变得困难，甚至有可能无法进行。